# Martin Chodúr
Martin Chodúr (* 24. listopadu 1989 Ostrava) je český zpěvák, skladatel, textař, multiinstrumentalista, bývalý člen ostravské rockové skupiny Robson a vítěz první řady pěvecké soutěže Česko Slovenská SuperStar z roku 2009. Tato hudební soutěž byla v České republice vysílaná na TV Nova, na Slovensku v televizi Markíza a přihlásilo se do ní celkem 11575 uchazečů. O vítězství Martina Chodúra rozhodli diváci pomocí textových zpráv SMS dne 20. prosince 2009. V roce 2009 Martin Chodúr vyhrál cenu Český slavík 2009 v kategorii Objev roku, stal se vítězem 18. ročníku ankety Žebřík hudebního webu Report v kategorii Zpěvák roku a Objev roku a získal velkou diváckou cenu TýTý Objev roku 2009. V říjnu 2010 převzal hudební cenu Legenda Nočního proudu Českého rozhlasu Dvojka v kategorii Objev roku.V roce 2018 úspěšně bodoval se svou autorskou písní Klidně plakej dál z alba Martin Chodúr 3 v hitparádě Česká dvanáctka Českého rozhlasu Dvojka a vyhrál Zlatou i Platinovou dvanáctku. V roce 2019 se svou další autorskou písní Síla mít rád z alba Hallelujah – Vánoční písně a koledy získal všechna dostupná ocenění – Zlatou, Platinovou a Železnou dvanáctku. Píseň Síla mít rád se navíc stala největším hitem hitparády Českého rozhlasu Česká dvanáctka za rok 2019.
Martin Chodúr během své dosavadní hudební kariéry vydal tři autorská alba - debutové album Let's Celebrate (2010), Manifest (2012), Martin Chodúr 3 (2016) a jedno vánoční album Hallelujah – Vánoční písně a koledy (2018). Autorská tvorba vychází z pop rocku, dominantní jsou silné melodie naplno využívající zpěvákův velký hlas a osobité poetické texty. Patrný je vliv umělecké tvorby 60. a 70. let a filmové hudby.
Také napsal písně pro jiné české interprety, například pro Karla Gotta (Právě vchází), Hanu Zagorovou (On se vrátí; Balada), Moniku Absolonovou (To nejsem já), Daniela Hůlku (Prométheus) či Štefana Margitu (Odyssea; Jeden Bůh, text Slova k duetu Zlaty Adamovské a Štefana Margity z repertoáru Dalidy a Alaina Delona a text Lásku mít a nic víc ke slavnému šansonu Jacquese Brela, který autorizovala sama Brelova dcera Fran.

## Životopis

### Dětství a mládí
Martin Chodúr se narodil v Ostravě. Po svých rodičích zdědil kladný vztah k hudbě, která ho provázela od narození. Jeho babička Božena Onderková-Poremská byla od roku 1945 členkou operního sboru Zemského divadla v Moravské Ostravě, dnešní Národní divadlo moravskoslezské. Se svojí matkou Melanií často zpíval za doprovodu kytary a jeho otec Jiří byl hudební fanoušek, sběratel hudebních nahrávek.

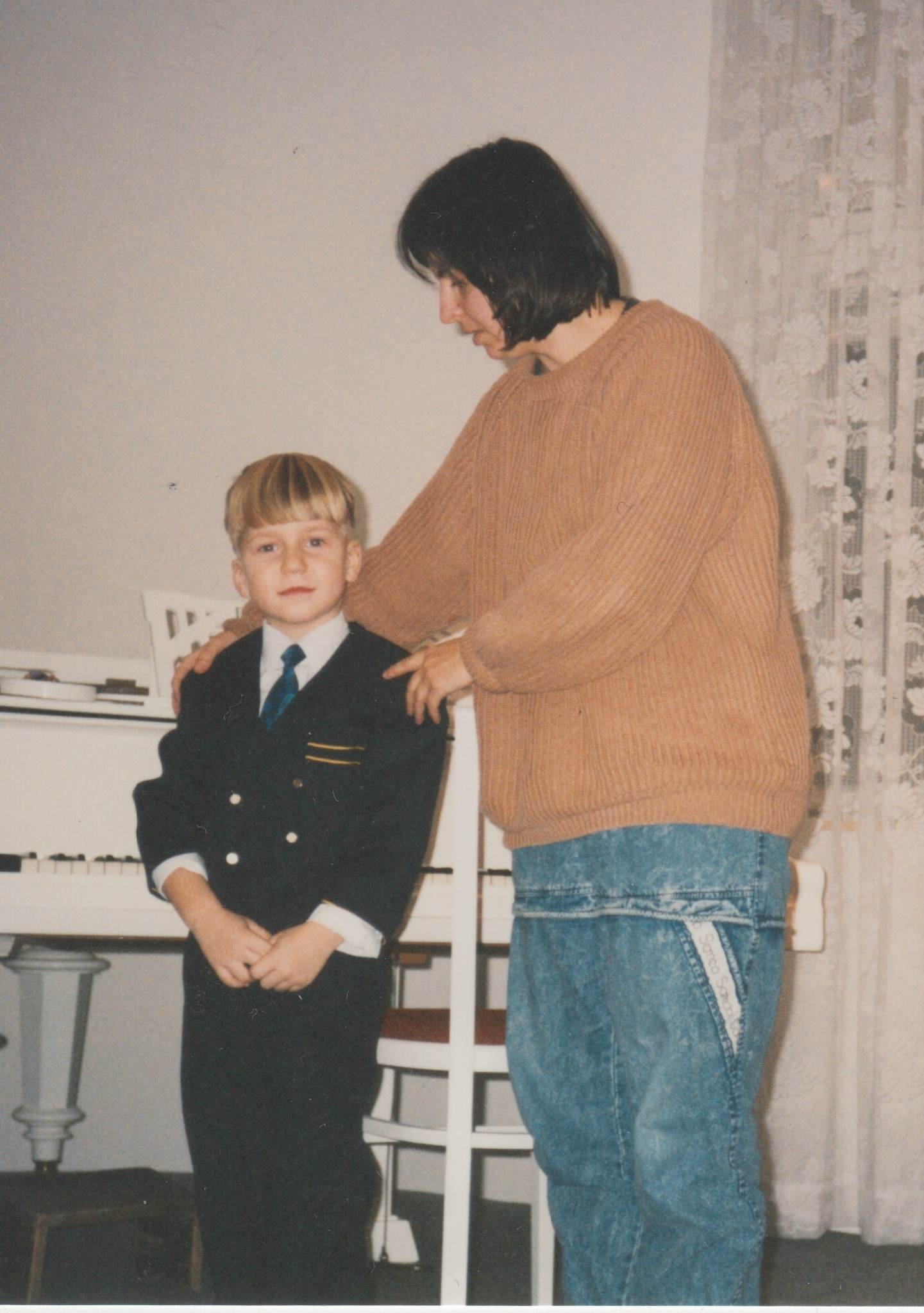
Martin s učitelkou Evou Krňávkovou

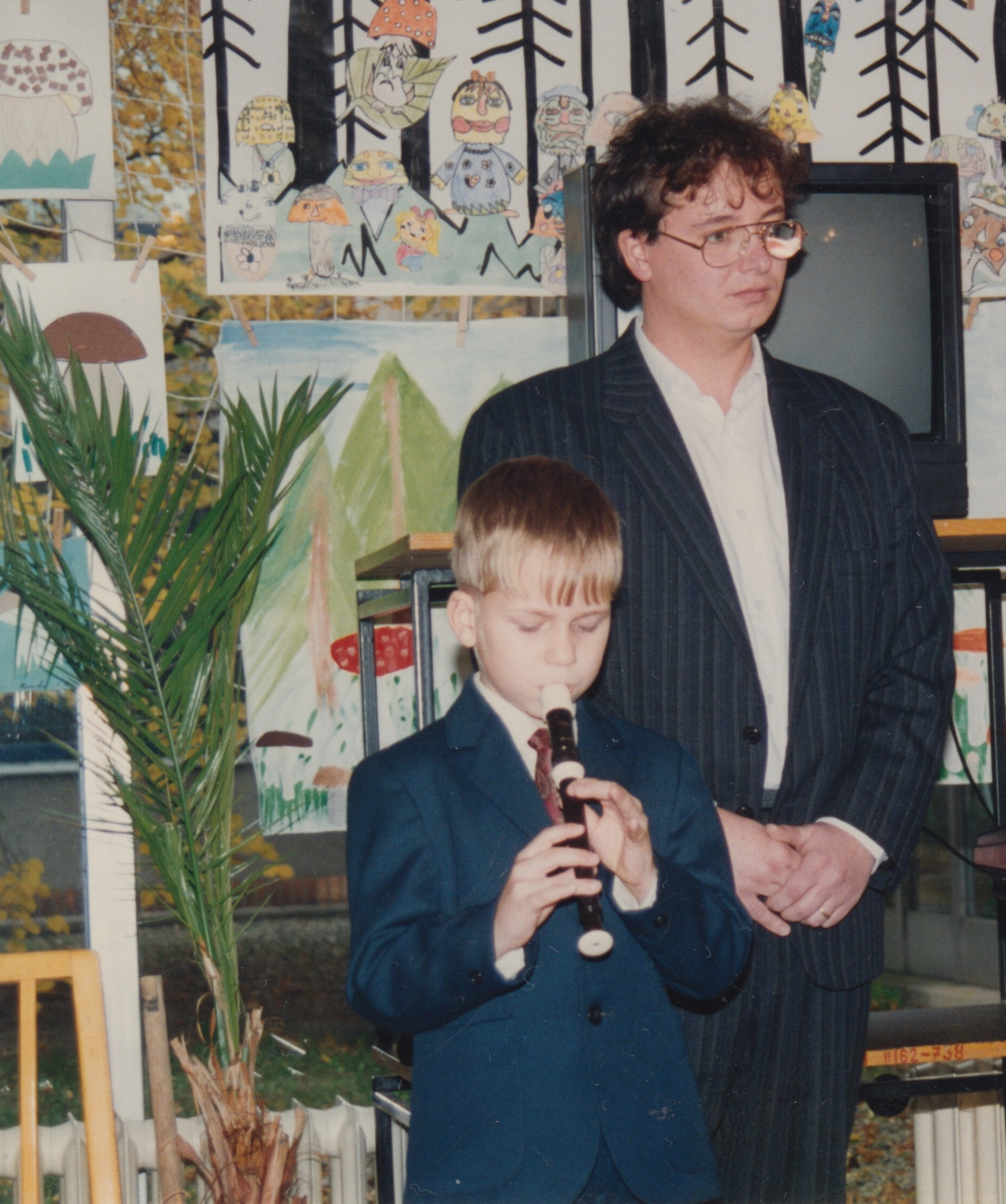
Martin s učitelem Mikulášem Ďurkem

Ve třech letech začal navštěvovat Lidovou konzervatoř a Múzickou školu v Ostravě-Mariánských Horách, kde začal studovat sólový zpěv u pedagožky Evy Krňávkové a záhy zobcovou flétnu u hudebního pedagoga Mikuláše Ďurka. Mikuláš Ďurko coby multiinstumentalista ho přivedl k dalším hudebním nástrojům a tak v průběhu dvanáctiletého působení na Lidové konzervatoři hrál kromě zobcové flétny také na akordeon, heligonku a klávesy. Ve stejném období se začal věnovat komponování vážné hudby a v rámci absolventského koncertu věnoval svému učiteli Mukáši Ďurkovi klarinetový koncert.
V té době docházel na soukromé hodiny k ostravskému hudebnímu skladateli Pavlu Helebrandovi, který mu předával zkušenosti a rady v oblasti kompozice. Jeho vášní již od dětství byla také poezie, literatura a angličtina. Již na prvním stupni Základní školy Gen. Janka v Ostravě-Mariánských horách začal psát první poetické texty. Za první publikovaný počin lze považovat Almanach žákovské poezie 2003/2004, kde byla právě jedna z jeho básní s názvem Radost otištěna.
Opravdové hudební začátky přišly, když mu bylo 11 roků. Flétnu vystřídal klarinet, jehož hru začal později studovat u basklarinetisty profesora Jiřího Masného na  Janáčkově konzervatoři v Ostravě. Právě Jiří Masný jako člen Janáčkovy filharmonie Ostrava spolupůsobil na nahrávání jeho vánočního alba Hallelujah – vánoční písně a koledy. Již v prvním ročníku studia na Janáčkově konzervatoři začal rozvíjet svou hru na klavír, který se stal součástí jeho budoucího tvůrčího procesu. V předmětu Intonace a rytmus konzultoval své první skladatelské experimenty v rámci vážné hudby s hudební skladatelkou a klavíristkou Irenou Szurmanovou.
V době středoškolského studia se věnoval kytaře a zpěvu ve své první skupině, kterou v 11 letech založil. Skupinu s názvem Eruption of Emotions založil spolu s bubeníkem Tomášem Novákem, který byl spolužákem jeho staršího bratra Marka. Nejprve spolu hráli ve zkušebně jako duo kytara/zpěv – bicí a později přibyl kytarista Adam Čermák. Sestava mladých hudebníků se často měnila a v průběhu následujících pěti let změnila svůj název na The Moods a do své sestavy přivzala také housle. Skupina odehrála několik klubových vystoupení, zúčastnila se hudebního minifestivalu Podchodem vchod v Ostravě a několikrát vystoupila také na multižánrové soutěži amatérských kapel BOOMCUP. Kromě účasti ve své vlastní skupině, vystupoval jako doprovodný hráč na baskytaru a kytaru také například ve skupině Mystic Fable, která se probojovala do semifinále BOOMCUP 2003.

### První úspěchy

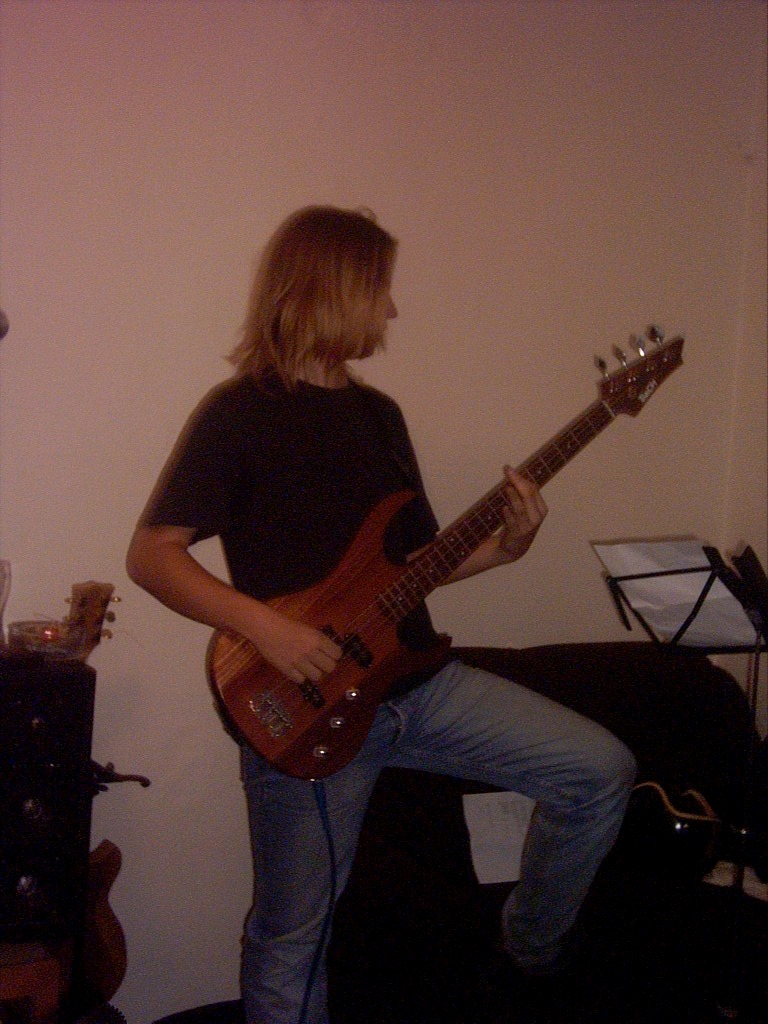
Martin jako člen kapely Mystique Fable (2003)

V roce 2003 se stal členem skupiny Robson, která ho oslovila na soutěži začínajících kapel BOOMCUP, kde vystupoval se svoji první skupinou. V té době skupina Robson patřila k ostravským hudebním stálicím s početnou základnou fanoušků. Jejím úspěchem bylo například vítězství v soutěži Jim Beam Music v roce 2000. Nová hudební kariéra ve skupině Robson pro něho začala společným jamem a pokračovala pětiletou spoluprací.
Se skupinou jako zpěvák a kytarista absolvoval řadu koncertů a festivalů. V roce 2006 skupina vydala CD s názvem Who is Martin?, se kterým se v roce 2007 mimo jiné představila i v pořadu České Televize Noc s Andělem. Nahrávka je zajímavou kombinací popu, rocku a funkové energie. V mediích je stále známý singl Rabbit.. Po výhře v soutěži Česko Slovenská SuperStar v závěru roku 2009 ukončil spolupráci se skupinou Robson. Krátce před účinkováním v soutěži Česko Slovenská SuperStar tvořil duo s basbarytonistou a členem operního sboru Národního divadla moravskoslezského v Ostravě Petrem Urbánkem, ve kterém hráli Klezmerové písně. Spolu odehráli několik koncertů, mimo jiné také v klubu Parník v Ostravě.

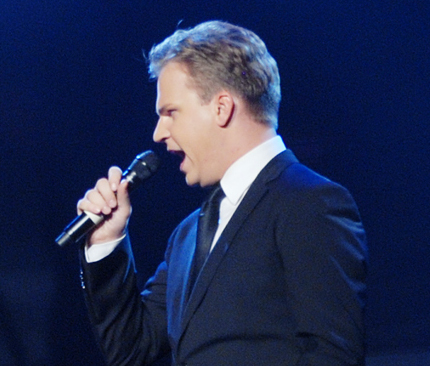
Martin Chodúr (2011)

### Česko Slovenská SuperStar
Pěvecká soutěž Česko Slovenská Superstar se pořádala v době, kdy Martin Chodúr ukončil studium na Janáčkově konzervatoři v Ostravě maturitou a chystal se ke studiu absolutoria. Do vyhlášeného ročníku soutěže se přihlásil sám s podporou svých kolegů ze skupiny Robson. Jak později uvedl, na soutěži se mu líbilo, že v ní samotný zpěvák musel dokázat uzpívat více stylů (pop, rock, jazz a další). O jeho vítězství rozhodli čeští a slovenští diváci 20. prosince 2009. V boji o titul Česko Slovenské SuperStar v bratislavské Incheba aréně zvítězil nad svým soupeřem Miroslavem Šmajdou. Chodúr byl podle bookmakerů sázkové kanceláře Tipsport již k 20. říjnu favoritem soutěže s kurzem 2,5:1.. V průběhu celé soutěže bylo finalistům odesláno na 1.272 853 hlasů. V témže roce (2009) se stal v soutěži Český slavík Objevem roku.

#### Písně, které Martin Chodúr v soutěži interpretoval
| semifinále                                                                         | finále | grand finale |
| ---------------------------------------------------------------------------------- | --- | --- |
| - Venus' (Shocking Blue) - Lady Carneval (Karel Gott) - Hallelujah (Leonard Cohen) | - A Little Less Conversation / Blue Suede Shoes (Elvis Presley) - Feeling Good (Michael Bublé) - Billie Jean (Michael Jackson) - Crazy (Aerosmith) - Oči má sněhem zaváté (Karel Gott) - Are You Gonna Go My Way (Lenny Kravitz) - Everybody Hurts (R.E.M.) - Každý mi tě lásko závidí (Michal David) - Maria (West Side Story) - Rozeznávám (Richard Müller) - Cigaretka na dva tahy (Richard Müller) - Paparazzi (Lady Gaga) | - Heard It through the Grapevine (Marvin Gaye) - White Christmas (Frank Sinatra) - Love Supreme (Robbie Williams) |

## Diskografie

### Let's Celebrate (2010)
Po vítězství v soutěži začal spolupracovat s producentem Danielem Hádlem na svém debutovém albu Let's Celebrate. Na desku přinesl vlastní skladby, z toho deset nových – devět s anglickým textem a jednu s českým textem, který napsal ve spolupráci s Janou Rolincovou, které doplnila píseň „Paparazzi“ z repertoáru Lady GaGa, se kterou byl úspěšný ve vyhrané soutěži. Kromě zmíněné cover verze je autorem hudby ke všem skladbám. Debutové album se stalo nejprodávanějším albem v České republice v roce 2010 a třetím nejprodávanějším albem ve Slovenské republice. Album s 11 písněmi vydala v roce 2010 firma Sony Music. K písni Let's celebrate byl natočen videoklip. Album se nese v retro stylu. Album má výborný, i když lehce konvenční a usazený zvuk, který zní profesionálně.. Album natočil s doprovodnou skupinou, v níž hráli slovenští hudebníci Oskar Rozsa a Martin Valihora. Debutové album v pražském jazzclubu AghaRTA pokřtil Český slavík Karel Gott.

### Manifest (2012)
Po debutu alba Let's Celebrate ho čekal podobný osud jako většinu jeho vítězících předchůdců – konec kontraktu s vydavatelstvím, ale zároveň natáčení další desky Manifest, na které dal víc prostoru svému naturelu. Manifest je pestrá směsice stylů, rytmů i nálad, texty se mimo lásky dotýkají také přátelství (např. v písni Moskva je v plamenech). Záměrem tohoto Manifestu hudby bylo, dát každé písni to, co potřebuje. Celé album je v češtině a je nahráno s big bandem, ke kterému se přidaly občas i smyčce a místy i velký sbor. K písni Tanči dál byl natočen videoklip. Album pokřtil v Ostravě v klubu JetSet Café český herec a zpěvák Josef Laufer a v Bratislavě zpěvák a operní pěvec Peter Dvorský.

### 3 (2015)
Jeho třetí studiové album, které nazval výmluvně jen 3 je v češtině. K názvu alba ho inspirovalo mimo jiné také očekávání narození syna Martina. Album obsahuje třináct písní plus bonus v podobě písně Ukolébavka. Hudbu i texty si napsal sám a nahrál je ve studiu Pat-Ben v Kravařích. Oproti předcházejícímu albu Manifest je album více kapelové. Jsou na něm popové písně s přesahem do mnoha stylů. Kmotry alba se stali zpěváci Hana Zagorová a Štefan Margita, jejichž repertoár Martin Chodúr právě v roce 2016 obohatil jako skladatel a textař. Na albu s ním i tentokrát spolupracovali ostravští muzikanti včetně klavíristy Vlastimila Šmídy, bubeníka Patrika Benka, saxofonistky Marcely Božíkové a dalších. Distribuce nového alba byla v režii hudebního vydavatelství Supraphon, a.s.

### HallelujahVánoční písně a koledy (2018)
Album Hallelujah Vánoční písně a koledy (2018) je čtvrtým albem zpěváka Martina Chodúra, na kterém pracoval více než dva roky. Impulsem byl podle jeho slov, jeho malý syn Martin, ale i snaha uchovat vánoční písně pro další generace. Album natočil s šedesátičlennou Janáčkovou filharmonií Ostrava v čele s dirigentem Markem Prášilem. Na albu se podílel textově i aranžérsky a pojmenoval ho podle titulní písně Hallelujah. Kolekci skladeb zahájil v latině zpívané klasice a snad nejslavnější koledou Adeste fideles, po dlouhé době v českém provedení Jdou zástupy věrných. Dále jsou zde různě staré skladby z Francie, Spojeného království, Ameriky, ale také Čech a Moravy. Některé z nich jsou již známé v domácích verzích, jiné jsou nové. Všechny dostaly orchestrální či kapelový kabát z dílny aranžérů a zvukařů. Titulní skladbou je proslulá Cohenova píseň Hallelujah. Také většina ostatních skladeb využívá filharmonického zvuku, od lidových pastorelek přes klasické vánoční melodie až po melodicky téma The power of Love britské skupiny Frankie Goes To Hollywood. Martin Chodúr si jednu sklabu kompletně zaranžoval (Pán jde k nám), čtyři převzaté otextoval (Deck the Halls, Coventry Carol, Guardian Angels, Mary, Did You Know?) a další s názvem Síla mít rád celou napsal. Další písně zaranžovali Irena Szurmanová, Michal Jánošík, Vlastimil Ondruška a Vlastimil Šmída. Všechny písně pak nazpíval v češtině, angličtině a latině. S autorskou písní Síla mít rád dosáhl úspěchu v hitparádě Česká dvanáctka Českého rozhlasu Dvojka. V hitparádě se udržel 33 týdnů a za svou autorskou píseň získal Zlatou, Platinovou a Železnou dvanáctku. Album pokřtila Martinovi Chodúrovi 20. listopadu v pražském Jazz Docku herečka Hana Maciuchová.

### Tisíc a jedna noc (2021)
Album Tisíc a jedna noc je autorské album zpěváka Martina Chodúra. Album je inspirované legendární knihou národních příběhů ze Středního východu. Stejně jako slavná kniha je i album směsicí nejrůznějších stylů od popu až téměř po art rock. Charismatický hlas Martina Chodúra na něm provází posluchače jako Šeherezáda v knižní předloze. Lyrické písně, velké balady i energické skladby plné života jsou autorskou tvorbou Martina Chodúra po textové i hudební stránce. Posluchač v nich může najít mnoho literárních i hudebních odkazů a poselství, která nebývají v populární hudbě typická. Novinka obsahuje 14 písní, na nahrávání se podíleli hudebníci doprovodné skupiny MACH, kteří se řadí mezi hudební špičku Moravskoslezského kraje (Vlastimil Šmída, Patrik Benek, Mario Šeparovič, Marek Dufek, Jeny Krompolc). Martin Chodúr na novince kromě zpěvu hraje na kytary, klarinet, saxofon, flétnu a syntezátory.  První singl z nového alba Amor zabodoval v hitparádě Českého rozhlasu Dvojka, kde získal ocenění Zlatá česká dvanáctka. Druhý singl s názvem Beskydy v mlze má výpravný romantický videoklip, který se natáčel v malebné přírodě masivu Ondřejníku a vrcholu Skalka.

## Skupina MACH
V roce 2011 Martin Chodúr oslovil ostravského hudebníka, aranžéra a skladatele Vlastimila Šmídu s přáním, aby mu sestavil doprovodnou skupinu. Vzniklo uskupení MACH, které tvoří z velké části hráči bývalé jazzové formace The Gizd Q. V květnu 2013 uvedl Martin Chodúr svůj nový jazzový projekt Martin Chodúr zpívá jazz, ve kterém ho doprovázela skupina MACH (ve složení Vlastimil Šmída, Patrik Benek, Jan Kyjovský, Marián Friedl, Marcela Božíková). Úspěšný projekt pokračoval na jaře 2014 s názvem Martin Chodúr zpívá Chanson a od května 2015 navazoval projekt Martin Chodúr zpívá filmové melodie. Projekty představovaly sérii koncertů v průběhu každého roku v klubu Parník v Ostravě. S projektem Martin Chodúr zpívá jazz vystoupil Martin Chodúr se skupinou MACH na řadě jazzových festivalů (Vsetínský jazzový festival, Svatováclavský hudební festival Moravskoslezského kraje, Mikulášský jazzový festival, Swingový festival Jardy Marčíka, Těšínský jazzový festival aj.).
Společně se skupinou MACH odehráli řadu vystoupení a nahráli tři alba (s výjimkou Let's Celebrate). Současné složení skupiny (2021):
- Vlastimil Šmída – piano, klávesy,
- Patrik Benek – bicí
- Marek Dufek – baskytara
- Ivo Morys - klávesy
- Adéla Švanová - příčná flétna, akustická kytara

## Spolupráce s orchestry a big bandy

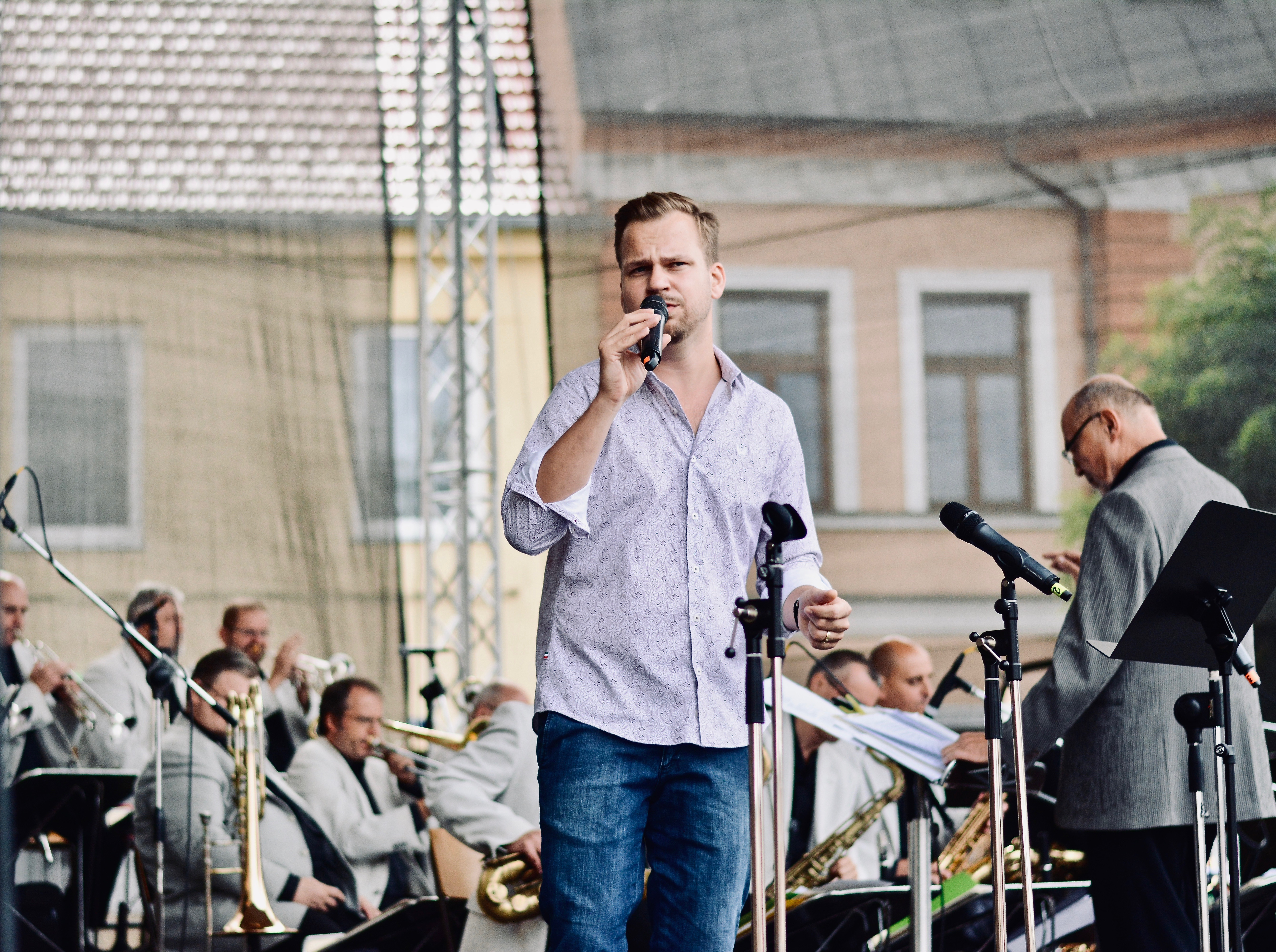
Bousovské slavnosti, Orchestr Karla Vlacha pod vedením Dalibora Kaprase (2020)

Spolupráce s hudebními uskupeními, především s Big Bandy a orchestry provází Martina Chodúra již od účinkování v soutěži Česko Slovenská SuperStar, kde si poprvé zazpíval s Rozhlasovým Big Bandem Gustava Broma píseň Feeling Good (z muzikálu „The Roar Of The Greasepaint – The Smell Of The Crowd“). V průběhu jeho dosavadní hudební kariéry vystupoval s většinou českých a slovenských Big Bandů (lze zmínit Big Band Felixe Slováčka, Orchestr Karla Vlacha, Big Band Pavola Zajačíka, B-Side Band, Golden Big Band Prague, F Dur Jazzband, Big Band Václava Hybše, Big Blast Band, Melody Makers, North Big Band Litvínov aj.). Již v pol. roku 2010 odstartoval svůj první projekt Martin Chodúr Symphony Session, kde představil svoje vlastní i světové skladby v orchestrálním provedení. Série tří koncertů se pod vedením slovenského dirigenta Oskara Rózszy uskutečnily v Ostravě, Zlíně a Bratislavě. Hostem koncertů byla slovenská pěvkyně Patrície Janečková, která s Martinem Chodúrem tehdy poprvé zazpívala ústřední duet z muzikálu Fantom opery. V květnu 2012 byl Martin Chodúr hostem armádního ruského sboru Alexandrovci během jejich turné v České a Slovenské republice. Společně vystoupili v Českých Budějovicích, Ostravě, Brně a Bratislavě. Spolupráce s orchestry se stala součástí jeho hudební kariéry. Na mezinárodním festivalu Film Music Prague 2017 v rámci koncertu „A story of Love“, věnované filmové hudbě skotského skladatele a držitele cen Grammy a Zlatý globus Craig Armstronga, zazpíval Martin Chodúr za doprovodu orchestru Praga Sinfonietta píseň Nature Boy, která zazněla v celosvětově oblíbeném filmovém muzikálu Moulin Rouge (v aranži Craig Armstronga). Ze stejného muzikálu zazpíval s britskou sopranistkou Christinou Johnston duet Come What May. V říjnu 2018 v rámci čtvrtého koncertního cyklu Pocta českým filmům a pohádkám v Dvořákově síni pražského Rudolfina vystoupil jako sólista s Hanou Holišovou za doprovodu Symfonického orchestru hlavního města Prahy FOK, Kúhnova smíšeného sboru a dětského sboru Jizerka pod vedením dirigenta Martina Kumžáka. Mezi úspěšnou spolupráci patří vystoupení v rámci tradičních koncertů Ústřední hudby Armády České republiky pod vedením pplk. Jaroslava Šípa u příležitosti poděkování vojenským veteránům, v rámci Mezinárodního dne rodiny nebo děkovných koncertů pro Lidice, kde mimo jiné zpívá svoji autorskou píseň Lidice, původně napsanou pro stejnojmenný film.

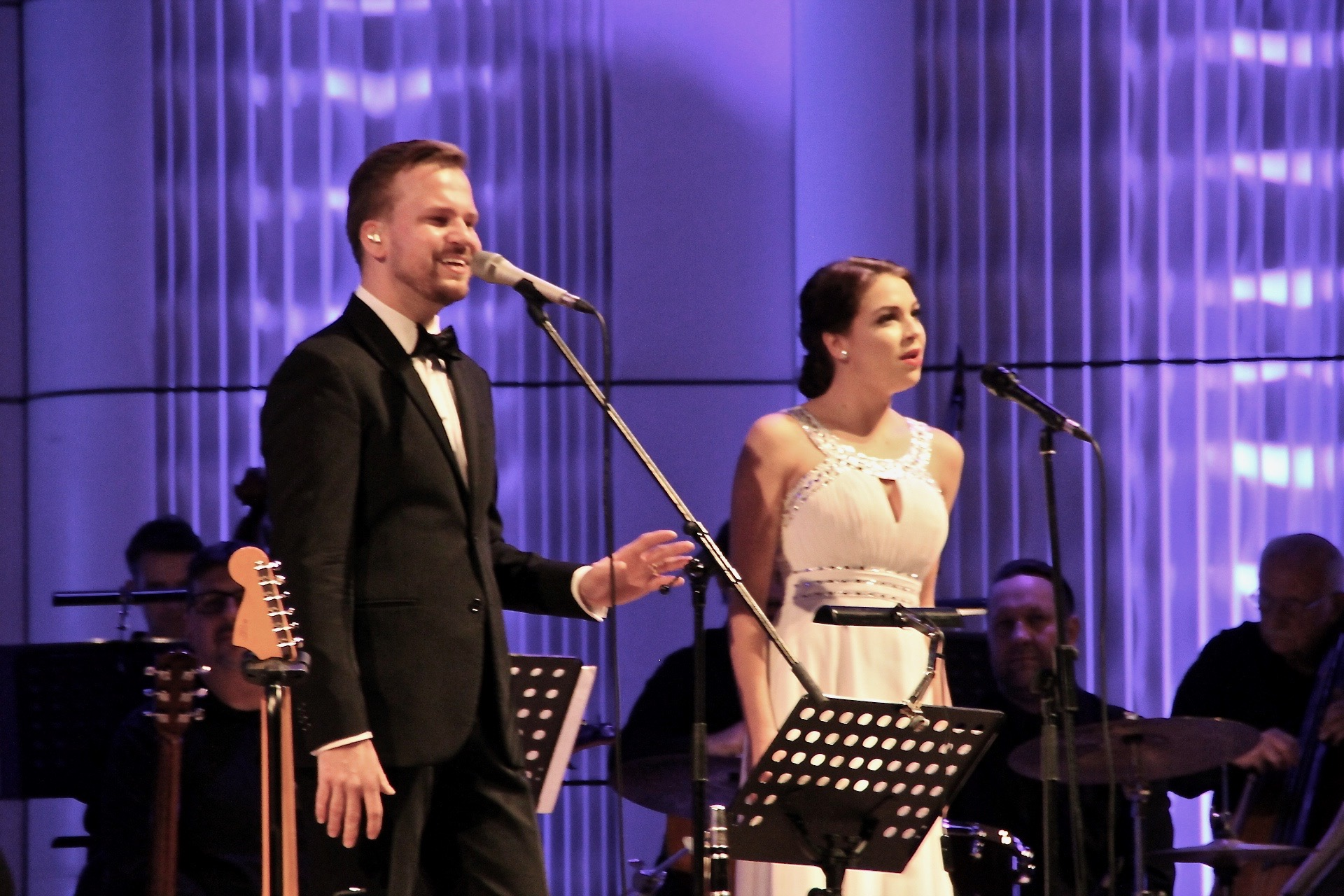
Martin Chodúr s Patrícií Janečkovou za doprovodu Zlínské filharmonie Bohuslava Martinů u příležitosti série koncertů po vydání desky Hallelujah Vánoční písně a koledy (14.12.2019)

Po vydání desky Hallelujah Vánoční písně a koledy (2018) proběhlo několik vánočních koncertů. První 6. prosince s Radkou Fišarovou, s Karlovarským symfonickým orchestrem a s dirigentem Janem Kučerou v Karlových Varech, 12. prosince s Komorní filharmonií Pardubice a s dirigentem Markem Štilcem v pardubickém Domě hudby a 20. prosince s Janáčkovou filharmonií Ostrava v ostravském Gongu. Hlavním hostem byla operní a muzikálová sopranistka Patricie Janečková, vítězka soutěže Talentmania 2010 a soutěže Concorso Internazionale Musica Sacra v Římě, se kterou v premiéře zazpíval svou autorskou píseň Božská Ema, kterou věnoval památce české sopranistky Emě Destinnové. Se zpěvačkou Adélou Řehořovou, vítězkou dětské soutěže Sanremo Juni, zazpíval duet Pásli ovce valaši.

## Významné hudební projekty
- říjen 2015 – Slovenský DJ Eddie Sender vytvořil taneční letní singl Better we Dance, který Martin Chodúr nazpíval a natočil k němu stejnojmenný videoklip.[96]
- říjen 2016 – „LYRA 50 – Mám rozprávkový dom“. Hudební událost roku k 50. výročí vzniku československého festivalu populární písně. Martin Chodúr na tomto koncertě v bratislavské Incheba aréně zazpíval slavný song Karla Černocha a Pavla Žáka Píseň o mé zemi, se kterou Karel Černoch v roce 1969 Bratislavskou lyru vyhrál.[97][98]
- říjen 2016 – „Časy se mění“. Koncert u příležitosti 30 let od sametové revoluce. Martin Chodúr zazpíval ve Vinohradském divadle song Karla Černocha a Pavla Žáka Píseň o mé zemi za doprovodu Golden Big Bandu Prague se zpívajícím kapelníkem Petrem Sovičem.[99]
- leden 2017 – U příležitosti 70. narozenin Hany Zagorové v pražské Lucerně zazpíval spolu s Hanou Zagorovou autorskou píseň On se vrátí z jejího alba O lásce.[100]
- prosinec 2016 – Se zpěvačkou a držitelkou Ceny Thálie Hanou Fialovou nazpíval duet A quoi ça sert l’amour z repertoáru Edith Piaf na album Hana/Edith, s šansony francouzské legendy. Hana Fialová v představení Edith a Marlene ztvárnila v Národním divadle moravskoslezském postavu legendární francouzské šansoniérky.[101][102]
- leden 2017 – Slovenská multižánrová cimbálová kapela Silband natočila s Martinem Chodúrem klip k jeho autorské písni Salome.[103] Kapela Silband vytvořila nový styl písně spojením tradičního s moderním s využitím akustických lidových nástrojů.[104]
- duben 2017 – „Janko Lehotský 70“. Megakoncert v bratislavské Hant Aréně u příležitosti 70. narozenin zpěváka, hudebníka a skladatele Janka Lehotského zazpíval Martin Chodúr píseň Radšej pôjdem sám, ve které kromě zpěvu také zahrál na klarinet.[105]
- prosinec 2017 – "Sen Mariky Gombitové". Autorský koncert zpěvačky a skladatelky Mariky Gombitové v pražské Tipsport Aréně za účasti mnoha předních českých a slovenských interpretů. Martin Chodúr zazpíval vlastní píseň Mariky Gombitové Prosba.[106] Na jejím dřívějším narozeninovém koncertě zazpíval méně známou píseň z jejího repertoáru Ave Maria (1989), kterou pro ni napsali Gabriel Dušík a Kamil Peteraj.[107]
- březen 2018 – Benefiční koncert „Karel Svoboda 80“ pro nadaci Kapka naděje ve Španělském sále Pražského hradu oživil nejsilnější melodie geniálního televizního a muzikálového skladatele Karla Svobody.[108] Spojením dvou ústředních melodií Svobodoby hudby k německému animovanému seriálu Pinocchio (1976) vytvořil Martin Chodúr originální píseň Pinokio, na kterou napsal český text, který vypráví o životě Karla Svobody. V refrénu využívá formu literární koláže, kdy odkazuje na různé Svobodovy písně a postavu Pinokia používá jako tragického hrdinu (v původní verzi pohádky byla postavička Pinokia popravena)[109] a současně metaforu samotného Karla Svobody.[110]
- září 2018 - Na 55. ročníku mezinárodního televizního festivalu Zlatá Praha vystoupil Martin Chodúr v duetu s tenoristou Štefanem Margitou a zazpívali píseň Jaká to nádhera, kterou napsal Lucio Dalla a po celém světě proslavil Luciano Pavarotti.[111]
- listopad 2018 – Benefiční koncert „Od Lady Carneval k Draculovi“. Pocta legendám muzikálové a popové hudby Karlu Svobodovi a Jozefu Bednárikovi v sérii tří slovenských koncertů.[112][113] Martin Chodúr zazpíval kromě hitů Karla Svobody také novou píseň Pinokio.
- listopad 2020 - Martin Chodúr představil nový singl Amor z nově připravovaného alba Tisíc a jedna noc.
- prosinec 2020 - Úspěšná spolupráce Martina Chodúra s košickou multižánrovou cimbálovkou Silband přinesla nové aranžmá autorské písně Síla mít rád ve vánoční úpravě včetně natočení videoklipu.[114]
- červen 2021 - Hudební projekt "Karol Duchoň Posledný Bohém" - vzpomínkový galakoncert k nedožitým 70. narozeninám legendárního slovenského zpěváka.
- říjen 2021 - Martin Chodúr vydal autorské album Tisíc a jedna noc.

## Osobní život

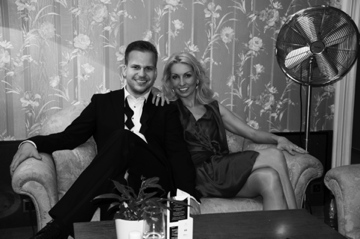
Martin Chodúr se svojí životní partnerkou Ivonou Selníkovou

Martin Chodúr žije se svojí životní partnerkou Ivonou Selníkovou. V lednu 2016 se jim narodil syn Martin. Ve svém volném čase je kromě hudby jeho vášní moderní literatura, filozofie, angličtina a příroda.[zdroj⁠?!]